# Rio Big (Costa Oeste)
O rio Big é um rio da região da Costa Oeste (Ilha do Sul, na Nova Zelândia.